# Filmes de 1954 da Allied Artists Pictures

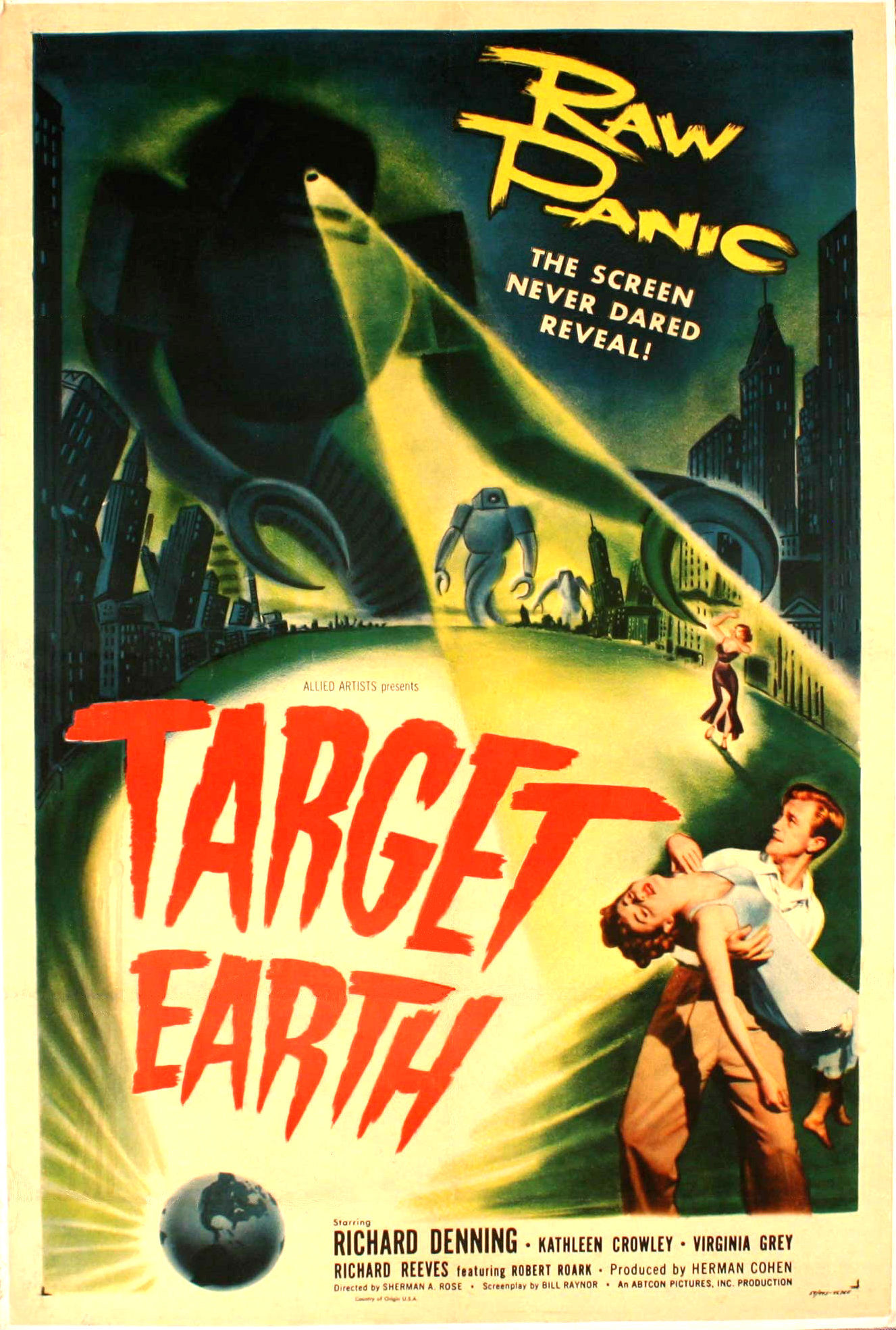
Cartaz de Target Earth, o primeiro de vários filmes de ficção científica de baixo orçamento da Allied Artists na década de 1950.

## Filmes do ano
| Título Original                   | Título no Brasil          | Estrelado por     | Dirigido por          | Gênero            |
| --------------------------------- | ------------------------- | ----------------- | --------------------- | ----------------- |
| Angels One Five                   |                           | Jack Hawkins      | George More O'Ferrall | Guerra            |
| Arrow in the Dust                 | Flechas em Chamas         | Sterling Hayden   | Lesley Selander       | Faroeste          |
| Bitter Creek                      | Vingança Inexorável       | Wild Bill Elliott | Thomas Carr           | Faroeste          |
| The Bob Mathias Story             | Odisseia de Um Campeão    | Bob Mathias       | Francis D. Lyon       | Esportes          |
| The Bowery Boys Meet the Monsters | Os Anjos e os Monstros    | Leo Gorcey        | Edward Bernds         | Comédia           |
| Cry Vengeance                     | Grito de Vingança         | Mark Stevens      | Mark Stevens          | Policial          |
| The Desperado                     | Duelo de Assassinos       | Wayne Morris      | Thomas Carr           | Faroeste          |
| Dragonfly Squadron                | Dragões com Asas          | John Hodiak       | Lesley Selander       | Guerra            |
| The Forty-Niners                  | Oportunistas em Ação      | Wild Bill Elliott | Thomas Carr           | Faroeste          |
| The Golden Idol                   | O Ídolo de Ouro           | Johnny Sheffield  | Ford Beebe            | Aventura          |
| The Good Beginning                |                           | John Fraser       | Gilbert Gunn          | Policial          |
| Highway Dragnet                   | Consciência Culpada       | Richard Conte     | Nathan Juran          | Policial          |
| The House of the Arrow            |                           | Oscar Homolka     | Michael Anderson      | Policial          |
| The Human Jungle                  | No Domínio do Vício       | Gary Merrill      | Joseph M. Newman      | Policial          |
| Isn't Life Wonderful              |                           | Eileen Herlie     | Harold French         | Comédia           |
| Jungle Gents                      | Cavalheiros da Selva      | Leo Gorcey        | William Beaudine      | Comédia           |
| Killer Leopard                    | Leopardo Assassino        | Johnny Sheffield  | Ford Beeb             | Aventura          |
| Loophole                          | O Evadido                 | Barry Sullivan    | Harold Schuster       | Policial          |
| Marshals in Disguise              |                           | Guy Madison       | Frank McDonald        | Faroeste          |
| Men Are Children Twice            |                           | Mervyn Johns      | Gilbert Gunn          | Comédia           |
| Outlaw's Son                      |                           | Guy Madison       | Frank McDonald        | Faroeste          |
| Paris Playboys                    | Farristas de Paris        | Leo Gorcey        | William Beaudine      | Comédia           |
| Port of Hell                      | Porto do Inferno          | Dane Clark        | Harold Schuster       | Espionagem        |
| Pride of the Blue Grass           |                           | Lloyd Bridges     | William Beaudine      | Drama             |
| Return from the Sea               | Ataque nos Mares Chineses | Jan Sterling      | Lesley Selander       | Guerra            |
| Riot in Cell Block 11             | Rebelião no Presídio      | Neville Brand     | Don Siegel            | Ação              |
| Security Risk                     | Alta Traição              | John Ireland      | Harold Schuster       | Espionagem        |
| Target Earth                      | Invasão do Mundo          | Richard Denning   | Sherman A. Rose       | Ficção Científica |
| Tonight's the Night               | A Morte do Fantasma       | David Niven       | Mario Zampi           | Comédia           |
| Trouble on the Trail              |                           | Guy Madison       | Frank McDonald        | Faroeste          |
| The Two-Gun Teacher               |                           | Guy Madison       | Frank McDonald        | Faroeste          |
| Two Guns and a Badge              | Pistoleiro por Equívoco   | Wayne Morris      | Lewis D. Collins      | Faroeste          |
| The Weak and the Wicked           | Pecadoras Inocentes       | Glynis Johns      | J. Lee Thompson       | Drama             |
| The Woman's Angle                 |                           | Edward Underdown  | Leslie Arliss         | Drama             |
| World for Ramson                  | Pânico em Singapura       | Dan Duryea        | Robert Aldrich        | Espionagem        |
| Yukon Vengeance                   | Garras Assassinas         | Kirby Grant       | William Beaudine      | Faroeste          |